# MOBILE SUIT GUNDAM CLIMAX U.C.
《機動戰士鋼彈 CLIMAX U.C.》，以《機動戰士GUNDAM》宇宙世紀各作品為題材的一套PS2電子遊戲。本作除了有各時代忠於原箸故事模式「CHRONICLE MODE」選擇外，更有讓玩者培育原創角色參與各場箸名戰役的「PROGRESS MODE」模式。遊戲更中設有卡片收集元素，隨箸玩者進行遊戲，將可以收集更多不同卡片取得更多可以使用的機體及駕駛員，當達成一定條件後更有隱藏作品、機體及駕駛員出現。

## 外部連結
- 官方網站 （页面存档备份，存于）
- youtube 影片 （页面存档备份，存于）